# Ibrahim Al Jabin

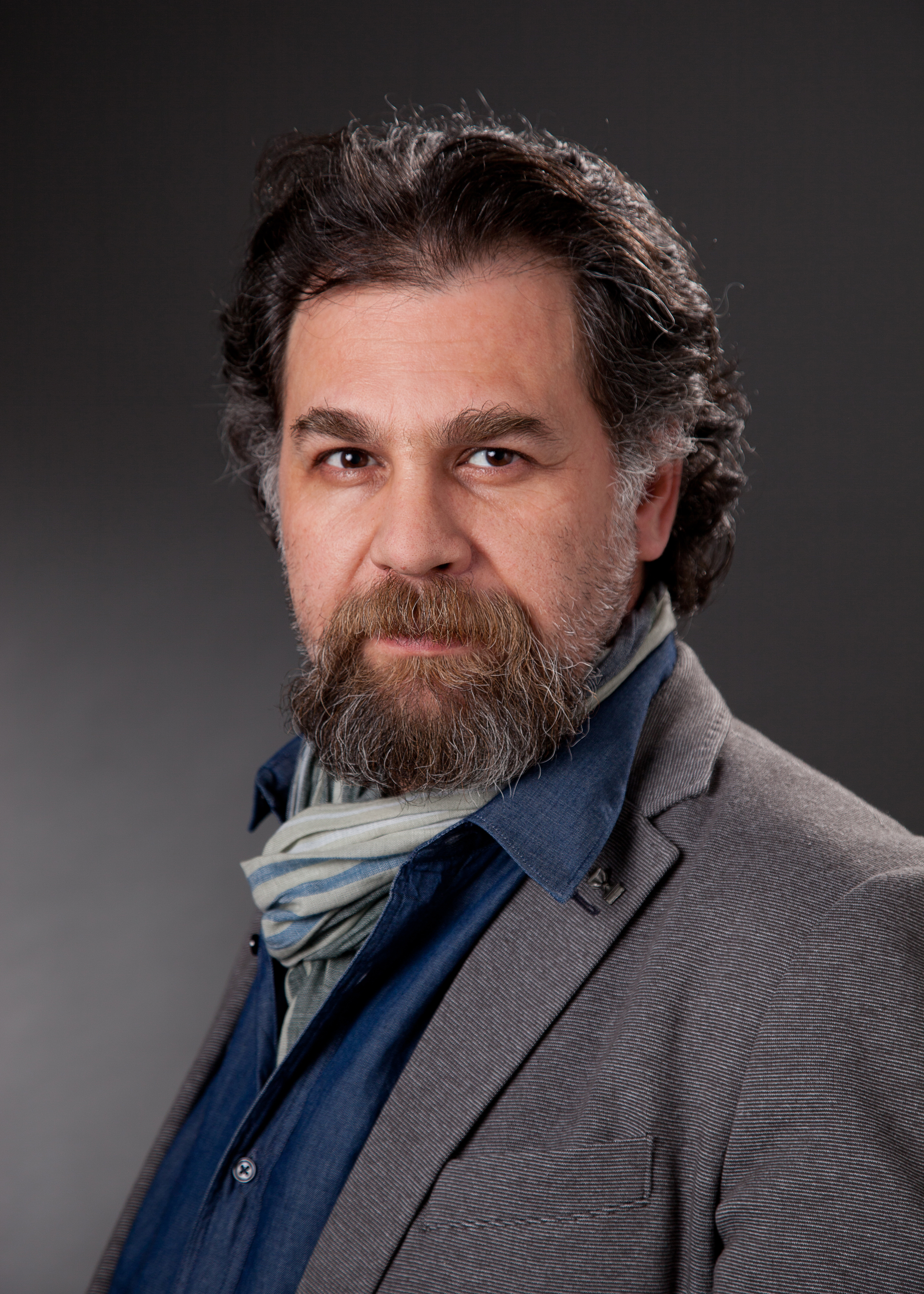
Ibrahim Al-Jabin (2016)

Ibrahim Al Jabin ( en árabe: ابراهيم الجبين‎ ) , nacido en 1971 en Siria ) es un escritor, periodista y productor de televisión sirio. Es el ganador del Premio de Literatura de Viajes Ibn Battuta 2021.

## La vida
Nació en Siria en 1971. Y empezó a escribir aquí sus primeros libros. Sus obras han sido traducidas a idiomas como el alemán, francés y turco. Vive en Alemania desde 2011.

## novelas
- The European Voyage - Fakhri Al Baroudi - Premio Ibn Battuta 2021 - (Londres)
- Un Juif de Damas traducido al francés, FARABI KITAP (Estambul) 2022 https://ebd3.net/117348/
- "Aljamiado", FARABI KITAP (Estambul) 2022  https://gate.ahram.org.eg/News/3207008.aspx
- "Eye of the Orient", traducido al alemán, Free Pen (Bonn) 2019  https://www.almodon.com/culture/2019/11/21/%E2%80%9C%D8%B9%D9%8A%D9%86-%D8%A7%D9%84%D8%B4%D8%B1%D9%82%E2%80%9D-%D8%A8%D8%A7%D9%84%D9%84%D8%BA%D8%A9-%D8%A7%D9%84%D8%A3%D9%84%D9%85%D8%A7%D9%86%D9%8A%D8%A9-%D8%B1%D8%AF%D8%A7-%D8%B9%D9%86-%D8%A7%D9%84%D8%A7%D (enlace roto disponible en Internet Archive; véase el historial, la primera versión y la última). https://www.deutschlandfunkkultur.de/roman-von-ibrahim-aljabin-wie-nazi-alois-brunner-in-syrien-100.html
- 'Diario de un judío damasceno', 2. Versión, Instituto Árabe (Beirut) 2017
- Instituto Árabe “Orientes Oculus” (Beirut) 2016
- "Diario de un judío de Damasco" Khotowat (Damasco) 2007

## obras poéticas
- “Respira su aire por mí” Alsharq (Damasco) 2010
- "Braris" Altaqueen (Damasco) 2007
- "Pasar sobre el agua" Altaleaa (Damasco) 2004
- 'Braris' Almostaqbal (Damasco) 1994

## investiga
- "El viaje europeo" - Fakhri Al Baroudi - Premio Ibn Battuta 2021 - (Londres) https://www.syria.tv/%D8%A5%D8%A8%D8%B1%D8%A7%D9%87%D9%8A%D9%85-%D8%A7%D9%84%D8%AC%D8%A8%D9%8A%D9%86-%D9%8A%D9%81%D9%88%D8%B2-%D8%A8%D8%AC%D8%A7%D8%A6%D8%B2%D8%A9-%D8%A7%D8%A8%D9%86-%D8%A8%D8%B7%D9%88%D8%B7%D8%A9-%D8%B9%D9%86-%D9%83%D8%AA%D8%A7%D8%A8%D9%8 (enlace roto disponible en Internet Archive; véase el historial, la primera versión y la última).
- "Camino a la República" Alqarar - Alalam (Beirut) 2012 "Muhammad's Language", EuroArab Co. (Copenhague) 2003

## programas de televisión, películas
- “Al Qubaysiat”, Documental – Canal Al-Jazeera (Catar), 2021
- "The Spy 88 - Eli Cohen", Documental - Alaraby TV (Londres), 2020
- “Abou Al Qaqaa Alsouri”, Documental – Canal Aljazeera (Catar), 2014
- "Camino a Damasco", programa de entrevistas - Orient TV (Dubái), 2012
- “In the Name of the People”, Programa de entrevistas – Orient TV (Dubái), 2011
- "Príncipe Abdel Kader Aljazairi", Documental - EU Med. (Damasco), 2010
- "Buried Under the Dust of Others", Documental - Dirigido por Ali Safar - Siria. Canal Nacional (Damasco), 2010
- “Culture Street”, programa de entrevistas – Alrai TV (Damasco), 2008
- “Gente de Opinión”, programa de entrevistas – Alrai TV (Damasco), 2008
- "Osama Bin Laden", Documental - Dirigido por Nabil Al-Maleh - Ebla prod. (Damasco), 2002

## desgloses
- Datos: Q111036334